# Tubular Bells II
Tubular Bells II je čtrnácté studiové album britského multiinstrumentalisty Mika Oldfielda. Bylo vydáno v létě 1992 (viz 1992 v hudbě) a v britském žebříčku prodejnosti hudebních alb se vyšplhalo až na první příčku. Zároveň je to první Oldfieldovo album, které bylo vydáno společností Warner Music Group.
Druhé „Trubicové zvony“ zcela vychází z Oldfieldova debutového alba Tubular Bells z roku 1973. Deska Tubular Bells II má stejnou strukturu jako Tubular Bells, rozdíl je pouze v tom, že „dvojka“ je rozdělená do 14 na sebe navazujících stop. Témata z původních Zvonů Oldfield zcela překomponoval a nahrál je pomocí jiných nástrojů. Výsledkem je téměř úplně instrumentální album, které sice navazuje na původní desku, ale zároveň obsahuje zcela nový hudební materiál. Velmi podobný je například úvod obou alb, vyvrcholení první části (s představováním jednotlivých hudebních nástrojů) nebo konec desek s krátkými rozvernými melodiemi. Nicméně se nejedná o pouhé znovunahrání původního alba, jako se to stalo v případě Tubular Bells 2003.
Světová premiéra „Tubular Bells II“ se odehrála na hradě v Edinburghu v září 1992. Z toho koncertu později vyšel videozáznam (viz Tubular Bells II (video))

## Skladby
1. „Sentinel“ (Oldfield) – 8:07
2. „Dark Star“ (Oldfield) – 2:16
3. „Clear Light“ (Oldfield) – 5:48
4. „Blue Saloon“ (Oldfield) – 2:59
5. „Sunjammer“ (Oldfield) – 2:32
6. „Red Dawn“ (Oldfield) – 1:50
7. „The Bell“ (Oldfield) – 6:59
8. „Weightless“ (Oldfield) – 5:43
9. „The Great Plain“ (Oldfield) – 4:47
10. „Sunset Door“ (Oldfield) – 2:23
11. „Tattoo“ (Oldfield) – 4:15
12. „Altered State“ (Oldfield) – 5:12
13. „Maya Gold“ (Oldfield) – 4:01
14. „Moonshine“ (Oldfield) – 1:42

## Obsazení
- Mike Oldfield – akustická kytara, banjo, klasická kytara, elektrická kytara, flamenko kytara, zvonkohra, Hammondovy varhany, mandolína, perkuse, piano, syntezátory, tympány, dvanáctistrunná kytara, trubicové zvony (Tubular bells), vokály
- Alan Rickman – konferenciér (Master of Ceremonies)
- Sally Bradshaw – vokály
- Celtic Bevy Band, P.D. Scots Pipe Band – dudy
- Eric Cadieux – programování a digitální zvuky
- Edie Lehman, Susannah Melvoin – vokály, zpěv
- Jamie Muhoberac – klávesy, speciální efekty
- John Robinson – perkuse